# Journal of Morphology
Journal of Morphology is een internationaal, aan collegiale toetsing onderworpen wetenschappelijk tijdschrift op het gebied van de anatomie en morfologie. De naam wordt in literatuurverwijzingen meestal afgekort tot J. Morphol. Het wordt uitgegeven door John Wiley & Sons namens de Wistar Institute of Anatomy and Biology en verschijnt maandelijks. Het eerste nummer verscheen in 1887.